# Velebitska degenija
Velebitska degenija (znanstveno ime Degenia velebitica) je rastlina iz družine križnic, ki raste samo na pobočjih Velebita na Hrvaškem – je torej hrvaški endemit. Je strogo varovana vrsta, simbol Velebita in Hrvaške, njena podoba je na kovancu za 50 lip.

## Razširjenost
Izredno redka, endemična rastlina, ki se pojavlja na velebitskih gorskih grebenih, pa tudi v skalnih razpokah. Do zdaj so jo našli le na treh mestih. Na južnem Velebitu sta dve – Krug in Kuka plana ali Pavelić plana nad Šugarsko dulibo. Tretje najdišče je na srednjem Velebitu – obronek Solin, blizu Budakova brda. To so naravna območja, od tam pa so rastlino presadili tudi v nekatere druge kraje, kot je Meteorološka postaja Zavižan.

## Videz
Velebitska degenija je nežna, nizka trajnica. Njeno steblo je visoko do 10 cm. Cela je prekrita z dlačicami, ki ji dajejo srebrnkast videz. Listi so ozki, lancetni, s koničastim vrhom, zbrani v rozetah in srebrno bele barve, dolgi 1–2,5 cm, široki 2–4 mm. Cvetovi so dvospolni, združeni v šopek. Cveti maja in junija. Ima čudovite rumene cvetove. Plodovi so jajčasti, dolžine 1–1,3 cm, široki 7–8 mm, gosto prekriti z dlačicami in v dveh predelkih drži štiri tanka semena. Dozorijo v juniju. Korenina je dolga, plazi se v razpoke kamnin in pod kamenjem. Gojena na kraški podlagi ni dolgoživa in jo je treba nenehno obnavljati.

## Simbol
Velebitska degenija, hrvaški simbol, je upodobljena na hrbtni strani kovanca za 50 lip hrvaške državne valute kune. Je na seznamu zavarovanih rastlinskih vrst. Je zaščitni znak izredno bogate flore Velebita. Na dan Zemlje, 22. aprila, se podeljuje novinarska nagrada velebitska degenija za najboljše avtorsko delo o varstvu okolja, objavljeno v preteklem letu v katerem koli mediju, torej v tisku, na televiziji ali radiu.

## Taksonomija
Ime je dobila po madžarskem naravoslovcu Árpádu von Degenu, ki je degenijo odkril 17. julija 1907. Na hitro jo je razvrstil v rod Lesquerella, v katerem so redke ameriške vrste rastlin, in na koncu jo je August Edler von Hayek, eden najboljših botanikov tistega časa, uvrstil v samostojen rod Degenia.